# Le Mesnil-Amey
Le Mesnil-Amey ist eine französische Gemeinde im Département Manche in der Normandie. Sie gehört zum Arrondissement Saint-Lô und zum Kanton Saint-Lô-1. Sie grenzt im Norden und im Osten an Thèreval mit La Chapelle-en-Juger und Hébécrevon, im Südosten an Saint-Gilles (Berührungspunkt), im Süden an Quibou und im Westen an Marigny-Le-Lozon mit Marigny.

## Bevölkerungsentwicklung

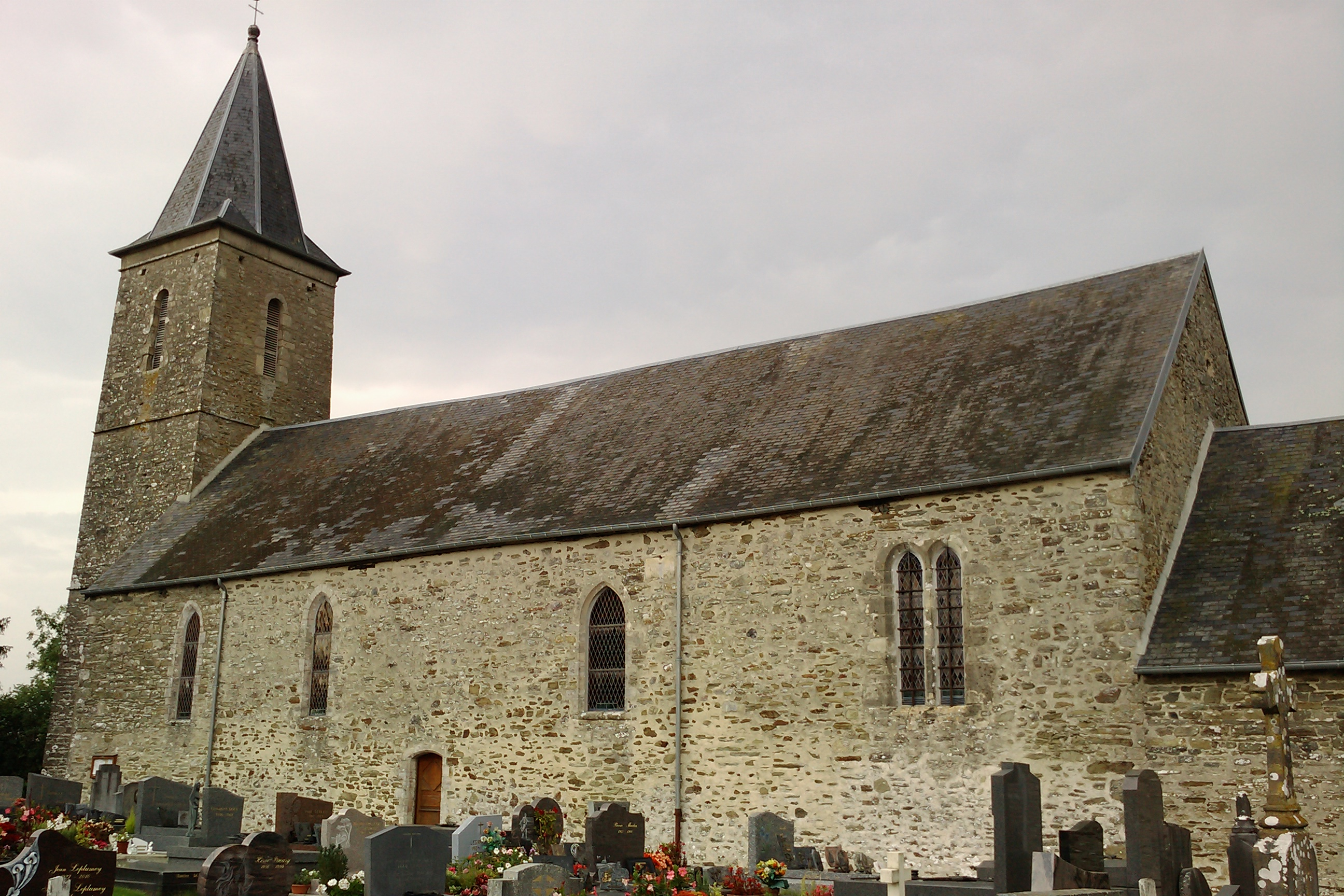
Kirche Mariä Himmelfahrt

| Jahr      | 1962 | 1968 | 1975 | 1982 | 1990 | 1999 | 2008 | 2018 |
| --------- | ---- | ---- | ---- | ---- | ---- | ---- | ---- | ---- |
| Einwohner | 177  | 159  | 148  | 187  | 236  | 251  | 258  | 281  |